# Балтени (Васлуј)
Балтени (рум. Bălteni) насеље је у Румунији у округу Васлуј у општини Балтени. Oпштина се налази на надморској висини од 188 m.

## Становништво
Према подацима из 2002. године у насељу је живело 1621 становника, од којих су сви румунске националности.

### Хронологија
| Година       | 1992 | 1993 | 1994 | 1995 | 1996 | 1997 | 1998 | 1999 | 2000 | 2001 | 2002 | 2003 | 2004 | 2005 | 2006 | 2007 | 2008 | 2009 | 2010 | 2011 | 2012 | 2013 | 2014 | 2015 | 2016 | 2017 |
| ------------ | ---- | ---- | ---- | ---- | ---- | ---- | ---- | ---- | ---- | ---- | ---- | ---- | ---- | ---- | ---- | ---- | ---- | ---- | ---- | ---- | ---- | ---- | ---- | ---- | ---- | ---- |
| Становништво | 1656 | 1625 | 1611 | 1627 | 1622 | 1613 | 1604 | 1603 | 1599 | 1593 | 1613 | 1611 | 1619 | 1610 | 1607 | 1620 | 1637 | 1612 | 1601 | 1590 | 1578 | 1562 | 1545 | 1555 | 1551 | 1535 |